# Hegedűverseny
A hegedűverseny egy versenymű-típus, ahol a szóló-hegedű versenyez – helyesebben „felelget”, „válaszol”, „vitatkozik” – a zenekarral.
A műfaj a barokk korban alakult ki és vált elterjedtté. A későbbi korszakokban is szép számmal keletkeztek hegedűversenyek, napjainkig igen kedvelt műfaj maradt.

## Híres versenyművek
- John Adams
  - Hegedűverseny (1993)
- George Antheil
  - Concerto for Violin and Orchestra (1946)
- Lera Auerbach
  - Hegedűverseny No. 1
  - Hegedűverseny No. 2 "September 11"
- Johann Sebastian Bach
  - a-moll hegedűverseny, BWV 1041
  - E-dúr hegedűverseny, BWV 1042
  - d-moll hegedű-kettősverseny, BWV 1043 (1717-1723)
  - Versenymű fuvolára, hegedűre és csembalóra
  - Versenymű hegedűre és oboára
  - Brandenburgi versenyek 1-5.
- Balassa Sándor
  - Hegedűverseny
- Samuel Barber
  - Hegedűverseny op. 14 (1939)
- Bartók Béla
  - Hegedűverseny No. 1 (1908)
  - Hegedűverseny No. 2 (1938)
- Ludwig van Beethoven
  - D-dúr hegedűverseny, Op. 61 (1806)
- Alban Berg
  - Hegedűverseny (1935)
- Luciano Berio
  - Hegedűverseny
- Ernest Bloch
  - a-moll hegedűverseny (1938)
- Johannes Brahms
  - D-dúr hegedűverseny, Op. 77 (1878)
- Benjamin Britten
  - Hegedűverseny op. 15 (1939, átd. 1954, 1965)
- Max Bruch
  - g-moll Hegedűverseny No. 1, Op. 26 (1867)
  - d-moll Hegedűverseny No. 2, Op. 44
  - d-moll Hegedűverseny No. 3, Op. 58
- Pjotr Iljics Csajkovszkij
  - D-dúr hegedűverseny, Op. 35 (1878)
- Dohnányi Ernő
  - Hegedűversenyek: No. 1 d-moll (op. 27, 1914), No. 2 c-moll (Op. 43, 1949)
- Durkó Zsolt
  - Hegedűverseny
- Antonín Dvořák
  - a-moll hegedűverseny, Op. 53 (1879-80)
- Edward Elgar
  - h-moll hegedűverseny, Op. 61 (1910)
- Gabriel Fauré
  - Hegedűverseny [befejezetlen] (1878–80); 3 tételből kettő készült el, 1 fennmaradt
- Morton Feldman
  - Hegedű és zenekar (1979)
- Philip Glass
  - Hegedűverseny (1987)
- Alekszandr Konsztantyinovics Glazunov
  - a-moll hegedűverseny, Op. 82
- Sofia Gubaidulina
  - Offertorium (1980–86)
- John Harbison
  - Hegedűverseny (1980/87)
- Lou Harrison
  - Hegedűverseny ütőshangszerekből álló zenekar kíséretével (1940–74)
- Karl Amadeus Hartmann
  - Concerto funèbre hegedűre és zenekarra
- Hamilton Harty
  - Hegedűverseny (1908)
- Paul Hindemith
  - Hegedűverseny (1939)
- Hubay Jenő
  - 4 hegedűverseny (No. 1 „Dramatique” Op. 21, No. 2 Op. 91, No. 3 Op. 99, No. 4 Op. 101,
- Aram Hacsaturján
  - d-moll hegedűverseny, Op. 46 (1940)
  - b-moll koncertrapszódia, Op. 96 (1961)
- Joseph Haydn
  - C-dúr hegedűverseny No. 1
  - Á-dúr hegedűverseny No. 2
  - G-dúr hegedűverseny No. 3
- Dmitrij Boriszovics Kabalevszkij
  - C-dúr hegedűverseny, op. 48 (1949)
- Erich Korngold
  - D-dúr hegedűverseny, Op. 35
- Édouard Lalo két hegedűversenyt írt:
  - F-dúr hegedűverseny, op. 20 (1874)
  - Symphonie Espagnole op. 21
- Ligeti György
  - Hegedűverseny (1992)
- Bruno Maderna
  - Hegedűverseny (1969)
- Márkos Albert
  - Hegedűverseny (1963)
- Felix Mendelssohn Bartholdy
  - d-moll hegedűverseny hegedűre és vonószenekarra (1822)
  - e-moll hegedűverseny, Op. 64 (1844)
- Wolfgang Amadeus Mozart
  - Wolfgang Amadeus Mozart hegedűversenyei
- Carl Nielsen
  - Hegedűverseny, op. 33 (1911)
- Niccolò Paganini
  - D-dúr hegedűverseny No. 1, op. 6, MS 21 (ca. 1811–17)
  - h-moll hegedűverseny No. 2, op. 7, MS 48 La Campanella (1826)
  - E-dúr hegedűverseny No. 3, MS 50 (ca. 1826–30)
  - d-moll hegedűverseny No. 4, MS 60 (ca. 1829–30)
  - a-moll hegedűverseny No. 5, MS 78 (1830)
  - e-moll hegedűverseny No. 6, op. posth., MS 75 – valószínűleg ezt írta elsőnek, de csak a szólóstimm maradt fenn
- Arvo Pärt
  - Tabula Rasa, kettősverseny két hegedűre, vonószenekarra és preparált zongorára (1977)
- Allan Pettersson
  - Hegedűverseny No. 1 (1949)
  - Hegedűverseny No. 2 (1977–78, rev. 1980)
- André Previn
  - Hegedűverseny (2001)
- Szergej Prokofjev
  - D-dúr hegedűverseny No. 1, Op. 19 (1917)
  - g-moll hegedűverseny No. 2, Op. 63 (1935)
- Max Reger
  - A-dúr hegedűverseny, op. 101 (1907-8)
- George Rochberg
  - Hegedűverseny (1974, átd. 2001)
- Rózsa Miklós
  - Hegedűverseny Op. 24 (1956)
- Camille Saint-Saëns
  - a-moll hegedűverseny No. 1, Op. 20 (1859)
  - C-dúr hegedűverseny No. 2, Op. 58 (1858)
  - h-moll hegedűverseny No. 3, Op. 61 (1880)
- Alfred Schnittke
  - Hegedűverseny No. 1 (1957, revised 1966)
  - Hegedűverseny No. 2 (1966)
  - Hegedűverseny No. 3 (1978)
  - Hegedűverseny No. 4 (1984) ( Archiválva 2006. augusztus 11-i dátummal a Wayback Machine-ben)
- Arnold Schönberg
  - Hegedűverseny (1936)
- Gunther Schuller
  - Hegedűverseny No. 1 (1976)
  - Hegedűverseny No. 2 (1991)
- Robert Schumann
  - d-moll hegedűverseny (1853)
- Roger Sessions
  - h-moll hegedűverseny (1935)
- Dmitrij Sosztakovics
  - a-moll hegedűverseny No. 1, Op. 77 (1948, első kiadás 1955-ben Op. 99-ként)
  - cisz-moll hegedűverseny No. 2, Op. 129 (1967)
- Jean Sibelius
  - d-moll hegedűverseny, Op. 47 (1904)
- Christian Sinding
  - A-dúr hegedűverseny No. 1, Op. 45
  - D-dúr hegedűverseny No. 2, Op. 60
  - Hegedűverseny No. 3
- Szokolay Sándor
  - Hegedűverseny (1957)
- Igor Stravinsky
  - Hegedűverseny (1931)
- Karol Szymanowski
  - Hegedűverseny No. 1, Op. 35 (1916)
  - Hegedűverseny No. 2, Op. 61 (1933)
- Augusta Read Thomas
  - Spirit Musings (1997)
- Joan Tower
  - Hegedűverseny (1992)
- Henri Vieuxtemps
  - E-dúr hegedűverseny No. 1, Op. 10 (1840)
  - fisz-moll hegedűverseny No. 2, Op. 19 (ca. 1835–36)
  - a-moll hegedűverseny No. 3, Op. 25 (1844)
  - d-moll hegedűverseny No. 4, Op. 31 (ca. 1850)
  - A-dúr hegedűverseny No. 5, Op. 37 Grétry (1861)
  - G-dúr hegedűverseny No. 6, Op. 47/op. posth. 1  (1865–1870)
  - a-moll hegedűverseny No. 7, Op. 49
- Giovanni Battista Viotti–29 hegedűverseny, leghíresebb:
  - Hegedűverseny No. 22 a-moll (1792)
- Antonio Vivaldi – több, mint 220 hegedűverseny, többek közt:
  - A négy évszak: Tavasz, Nyár, Ősz, Tél – egy-egy versenymű (ca. 1725)
  - L'estro armonico op. 3 (1711)
- William Walton
  - Hegedűverseny (1939)
- Kurt Weill
  - Versenymű hegedűre és fúvószenekarra op.12 (1924)
- Henryk Wieniawski
  - fisz-moll hegedűverseny No. 1, Op. 14 (1853)
  - d-moll hegedűverseny No. 2, Op. 22 (1862)

## Versenyművek hegedűre és más hangszer(ek)re
- Ludwig van Beethoven
  - C-dúr hármasverseny, op. 56, zongorára, hegedűre és csellóra (1804–5)
- Johannes Brahms
  - a-moll kettősverseny, op. 102, hegedűre és csellóra
- Joseph Haydn
  - F-dúr versenymű, Hob. XVIII/6, zongorára, hegedűre és vonósokra (before 1766)
- Johann Nepomuk Hummel
  - G-dúr kettősverseny, op. 17, hegedűre és zongorára
- Ernst Krenek
  - Versenymű hegedűre és zongorára, op. 124
- Bohuslav Martinů
  - Versenymű hegedűre és zongorára (1953)
- Felix Mendelssohn Bartholdy
  - d-moll koncert hegedűre és zongorára

## Egyéb művek hegedűre és különböző együttesre
- Bartók Béla
  - Két arckép
  - I. rapszódia
  - II. rapszódia
- Ludwig van Beethoven
  - G-dúr hegedűrománc No. 1, Op. 40 (1798–1802)
  - F-dúr hegedűrománc No. 2, Op. 50 (1798–1802)
- Luciano Berio
  - Korál hegedűre és zenekarra
- Leonard Bernstein
  - Szerenád, Plato Symposiuma nyomán (1954)
- Max Bruch
  - á-moll románc, op. 42 (1874)
  - Skót fantázia, Op. 46
  - Adagio Appassionato cisz-mollban, op. 57 (1890)
  - Schwedische Tanze, op. 63/2 (1892)
  - In memoriam, op. 65 (1893)
  - Szerenád, Op. 75
  - Konzertstück fisz-moll, op. 84 (ca. 1911)
- Ernest Chausson
  - Poème, Op. 25 (1896)
- Henry Cowell
  - Air, HC 767/1a (1952)
  - Fiddler's Jig, HC 771, Flirtatious Jig (1952)
- Luigi Dallapiccola
  - Tartiniana (1951)
  - Tartiniana seconda (1955–56)
- Antonín Dvořák
  - F-dúr hegedűrománc, Op. 11 (1877)
- Alekszandr Konsztantyinovics Glazunov
  - Mazurka-Oberek, Op. 100b
- Philip Glass
  - Echorus két hegedűre és vonószenekarra (1995)
- Lou Harrison
  - Koncherto hegedűre és ütőhangszerekre (1959)
  - Zene hegedűre és vegyes hangszerekre: európaira, ázsiaira és afrikaira (1967–69)
  - Suite for Violin and American Gamelan (1974; átirat hegedűre és vonószenekarra, 1993)
  - Philemon and Baukis for violin and Javanese gamelan (1985–87)
- Paul Hindemith
  - Kammermusik no. 4 (1924-5)
- Aaron Jay Kernis
  - Air (1996)
  - Lament and Prayer (1996)
- Édouard Lalo
  - Symphonie Espagnole op. 21 (1874)
- Witold Lutosławski
  - Partita hegedűre és zenekarra
  - Chain II hegedűre és zenekarra
- Jules Massenet
  - Méditation from Thaïs (1894)
- Wolfgang Amadeus Mozart
  - C-dúr concertone két hegedűre és zenekarra, K190 (1774)
  - É-dúr Adagio, K261 (1776)
  - B-dúr Rondo Concertante, K261a (1776)
  - C-dúr Rondó, K373 (1776)
  - Esz-dúr Sinfonia Concertante hegedűre és brácsára, K261a
- Arvo Pärt
  - Fratres hegedűre, vonószenekarra és ütőhangszerekre (1992)
  - Darf ich… hegedűre, harangokra és vonószenekarra (1995/1999)
- Maurice Ravel
  - Tzigane (1924)
- Steve Reich
  - Duett két hegedűre és vonószenekarra (1993)
- Camille Saint-Saëns
  - á-moll Bevezetés és Rondó Capriccioso, Op. 28 (1863)
  - C-dúr románc, op. 48 (1874)
  - Morceau de concert (G-dúr), op. 62 (1880)
  - Havanaise, Op. 83
  - G-dúr Caprice andalous, op. 122 (1904)
- Pablo de Sarasate
  - Zigeunerweisen, Op. 20 (1878)
  - Carmen fantázia, Op. 25 (1883)
  - Navarra két hegedűre és zenekarra, op. 33 (1889)
  - Miramar-Zortzico, op. 42 (1899)
  - Bevezetés és Tarantella, op. 43 (1899)
- Giacinto Scelsi
  - Anahit (1965)
- Alfred Schnittke
  - Szonáta hegedűre és kamarazenekarra (1968)
  - Quasi una sonata (1987)
  - Hommage to Grieg (1993)
- Franz Schubert
  - Á-dúr rondó, D. 438
  - B-dúr polonéz, D. 580 (1817)
- Robert Schumann
  - C-dúr fantázia, op. 131 (1853)
- Christian Sinding
  - D-dúr románc, Op. 100
  - á-mol szvit, Op. 10
- Josef Suk
  - g-moll fantázia (1902)
- Tan Tun
  - Out of Peking Opera (1987, rev. 1994)
- Ralph Vaughan Williams
  - The Lark Ascending
- Henryk Wieniawski
  - g-moll Légende, op. 17 (1859)
- Iannis Xenakis
  - Dox-Orkh (1991)

## Komolyabb hegedűszólók zenekari művekben
- Nyikolaj Andrejevics Rimszkij-Korszakov
  - Seherezádé op. 35 (1888)